# Heterocranaus
Heterocranaus is een geslacht van hooiwagens uit de familie Cranaidae.
De wetenschappelijke naam Heterocranaus is voor het eerst geldig gepubliceerd door Roewer in 1913. 

## Soorten
Heterocranaus omvat de volgende 2 soorten:
- Heterocranaus lutescens
- Heterocranaus margaritipalpis